# Semiothisa cayugaria
Semiothisa cayugaria là một loài bướm đêm trong họ Geometridae.